# Dmitry Antilevsky
Dmitry Antilevsky (tiếng Belarus: Дзмітрый Анцілеўскі; tiếng Nga: Дмитрий Антилевский; sinh 12 tháng 6 năm 1997) là một cầu thủ bóng đá Belarus. Tính đến năm 2020, anh thi đấu cho Torpedo-BelAZ Zhodino.

## Bàn thắng quốc tế
Bàn thắng và kết quả của Belarus được để trước.
| #  | Ngày                 | Địa điểm                                    | Đối thủ | Bàn thắng | Kết quả | Giải đấu                 |
| -- | -------------------- | ------------------------------------------- | ------- | --------- | ------- | ------------------------ |
| 1. | 15 tháng 10 năm 2023 | Kybunpark, St. Gallen, Thụy Sĩ              | Thụy Sĩ | 3–1       | 3–3     | Vòng loại UEFA Euro 2024 |
| 2. | 21 tháng 11 năm 2023 | Sân vận động Fadil Vokrri, Pristina, Kosovo | Kosovo  | 1–0       | 1–0     | Vòng loại UEFA Euro 2024 |

## Danh hiệu
BATE Borisov
- Vô địch Giải bóng đá ngoại hạng Belarus: 2016
- Vô địch Siêu cúp bóng đá Belarus: 2017